# غو جيغانغ
كان غو جيغانغ (8 مايو 1893 - 25 ديسمبر 1980) مؤرخًا وعالمًا في اللغة والتراث الشعبي، واشتهر بنقده للتاريخ التقليدي. وُلد في عائلة من العلماء في مدينة سوغو، وبسبب ذلك اكتسب اهتمامًا كبيرًا بفقه اللغة والكلاسيكيات الصينية منذ سنٍ مبكر. انخرط في السياسة الراديكالية عقب ثورة شينهاي، لكن تملكه اليأس ووجه تركيزه إلى الدراسات التاريخية. قُبل في جامعة بكين، وبها أصبح مهتمًا بنقد التاريخ الكلاسيكي متأثرًا بأكاديميين كوانغ غووي وهو شيه. عينته الجامعة بعد تخرجه، وأصبح مهتمًا بدراسة الأغاني الشعبية والفن الشعبي بجانب مواصلة دراساته اللغوية الكلاسيكية. أثار موجة من الجدل العلمي بين مدرسة الشك في العصور القديمة والأكاديميين المحافظين في عام 1923 بعد أن نشر رسائل تنتقد شخصيات قديمة أسطورية كالإمبراطور ياو والإمبراطور شون ووصفهما بأنهما أساطير كونفوشيوسية غير مفيدة. حرر لاحقًا مجلد كبير يحتوي على الردود التي تلقاها في أعقاب المجلد الأول من غوشي بيان (古史辨؛ «مناقشات حول التاريخ القديم»)، ويتكون من سبعة مجلدات نُشر منذ عام 1926 إلى عام 1944.
أجبرت التوترات السياسية والاقتصادية غو على مغادرة بكين عام 1926. وظفه زميله السابق في السكن فو سو نيان في جامعة سون يات سين بعد قضائه بضعة أشهر فقط في جامعة شيامن مليئة بالنزاع مع الروائي لو شون، وواصل هناك دراسات الفن الشعبي بجانب إدارة قسم الأبحاث والتاريخ. انتقل إلى جامعة ينشينغ في عام 1929، ودرس بها دورات في علم اللغة وحرر العديد من المجلات الدورية، من بينها مجلة الجغرافيا التاريخية التي أسسها مع أحد الطلاب. انتقد في البداية نظرة الكومينتانغ القومية للتاريخ، لكنه أصبح أكثر تعاطفًا معها بعد اندلاع الحرب اليابانية الصينية الثانية وإخلاء الجامعة إلى تشونغتشينغ.
شغل العديد من المناصب في مجالات التعليم والتحرير بعد الحرب، وأُجبر على إدانة زميله السابق هو شيه تحت ضغط من الحكومة الشيوعية الناشئة. عُين رئيسًا لمعهد التاريخ التابع للأكاديمية الصينية للعلوم في بكين على الأرجح مقابل انتقاده لنفسه ولهو. أُدين في أثناء الثورة الثقافية، وبينما احتفظ بمنصب الأستاذ اسميًا فقط، فإن واجباته أصبحت مقتصرة على التنظيف فقط. واصل دراسته لكتاب الوثائق سرًا، على الرغم من منعه من الوصول إلى مكتبته الخاصة. عاد إلى المجال الأكاديمي بعد أن كلفه تشوان لاي بالمشاركة في إنتاج نسخ حديثة من التاريخ الأرثوذكسي. حصل على رد اعتبار تدريجيًا في أثناء السبعينيات، واستمر في العمل الأكاديمي حتى وفاته في عام 1980.

## حياته المهنية بعد الحرب
عاد غو إلى مدينة سوغو في يوليو 1947 حيث عمل مدرسًا وحرر المجلة الدورية منشونغ دوو (بالصينية: 民眾讀物 وتعني حرفيًا «الأدب الشعبي») في ظل المعارضة السياسية المتزايدة من المصادر اليسارية واليمينية. انتقل إلى شنغهاي في مايو 1947، وهناك تنقل بين المناصب التعليمية المختلفة. شغل منصب رئيس التحرير في دار نشر سيليان بحلول عام 1954. عُين في مناصب فخرية مختلفة في السنوات الأولى للجمهورية الشعبية، وكان مندوبًا لسوغو في مؤتمر ممثلي الشعب الإقليمي من عام 1950 إلى عام 1953، وممثلًا فخريًا للمؤتمر الاستشاري السياسي للشعب الصيني في عام 1954. خدم أيضًا في مجلس مقاطعة غيانغسو لصيانة الأصول الثقافية في ذلك العام.
اتُهم غو بأنه حليفًا فلسفيًا لهو شيه كجزء من حملة سياسية متنامية ضد هو وبراغماتيته. انفصل غو عن هو قبل عدة عقود، واتهم هو بأخذ الفضل عن أعمال طلابه ومنعهم من نشر عملهم. تعرض، على الرغم من ذلك، بعض زملاء غو للضغط لانتقاد غو وهو و«عصبة المشككين في العصور القديمة». طُلب منه إلقاء خطاب يُدين فيه هو في عام 1950. أعلن أن هو «عدوه على الصعيد الشخصي والسياسي»، على الرغم من أن الخطاب تتضمن بشكل أساسي سرد التجارب في بيدا، وصرح بالنقد القوي في جزء صغير في نهاية البيان.

### العودة إلى بكين
عاد غو إلى بكين في سبتمبر 1954 ليشغل منصب رئيس معهد التاريخ الذي تأسس حديثًا في الأكاديمية الصينية للعلوم. رفض العرض في البداية، لكنه قبله بعد إنشاء رتبة أستاذية جديدة له، إلى جانب حصوله راتب شهري قدره 500 رنمينبي. ألقى في ديسمبر 1954 خطاب نقد ذاتي في مؤتمر التشاور السياسي على الأرجح مقابل تعيينه في الأكاديمية. أشاد بالحزب الشيوعي وأدان بشدة هو شيه وانتقد خلافاته السابقة مع لو شون في منتصف عشرينيات القرن العشرين، وأوضح أنه ركز على الأكاديمية والفردية في مواجهة آراء «لو التقدمية والثورية».
عمل مع هي شيجون (賀次君) لإعداد نسخة جديدة من سجلات المؤرخ الكبير لشركة تشونغا للكتب. استلهم غو وهي في البداية من عدة عشرات من إصدارات سجلات المؤرخ الكبير. تخلى غو سريعًا عن فكرة الفاريوروم الشامل، وقرر إصدار نسخة تعتمد على طبعة عام 1870 الخاصة بـشانغ وينهو. رأت شركة تشونغا أن مخطوطة غو الأولية الخاصة بهذه النسخة تقنية للغاية وكُلف بالمهمة سونغ يونبن المتخصص في سجلات المؤرخ الكبير واستخدم فقط بعض مسودات غو غير المكتملة للمادة الأمامية والخلفية في إصدار عام 1959. عمل غو مع رودلف فياتكن، نائب رئيس الأكاديمية العلوم في الاتحاد السوفيتي، للمساعدة في إنتاج ترجمة روسية لسجلات المؤرخ الكبير
أمل في أثناء تلك الفترة أن يجمع دليلًا بعنوان مسودة تقييم تواريخ تكوين الكتب الصينية القديمة، لكنه اضطر إلى صرف النظر عن طموحاته بسبب الضغوطات السياسية في تلك الفترة. أصابه المرض في مايو 1957 وقضى بقية العام في تشينغداو للتعافي، ولم يعد إلى بكين إلا في يناير التالي. وافق على دخول عدد من التطورات التكنولوجية إلى مجال علم الآثار من بينها أجهزة الحاسوب والتأريخ بالكربون المشع، إذ اعتقد أنها ستزيد من وتيرة التقدم العلمي.